# Jeřáb (strom)
Jeřáb (Sorbus) je rod dřevin z čeledi růžovité (Rosaceae). Čítá v různých pojetích 100–200–350 druhů stromů a keřů rozšířených v mírném pásmu severní polokoule, nejvíce v Evropě a Asii, méně v Severní Americe a na severu Afriky. Patří ke kritickým taxonům vzhledem k apomiktickému způsobu rozmnožování mnoha druhů, přičemž samotné tyto druhy jsou často hybridního původu. Květy jsou pětičetné, oboupohlavné, plodem je malvice, nazývaná jeřabina. Patří mezi jádroviny. Některé jsou jedlé čerstvé i konzervované nebo jako součást cukrářských výrobků. 
V aktuálních taxonomických systémech je rod rozdělen do vícera menších (viz níže v textu); článek však pojednává o rodu jeřáb v tradičním, širokém vymezení. 

## Popis

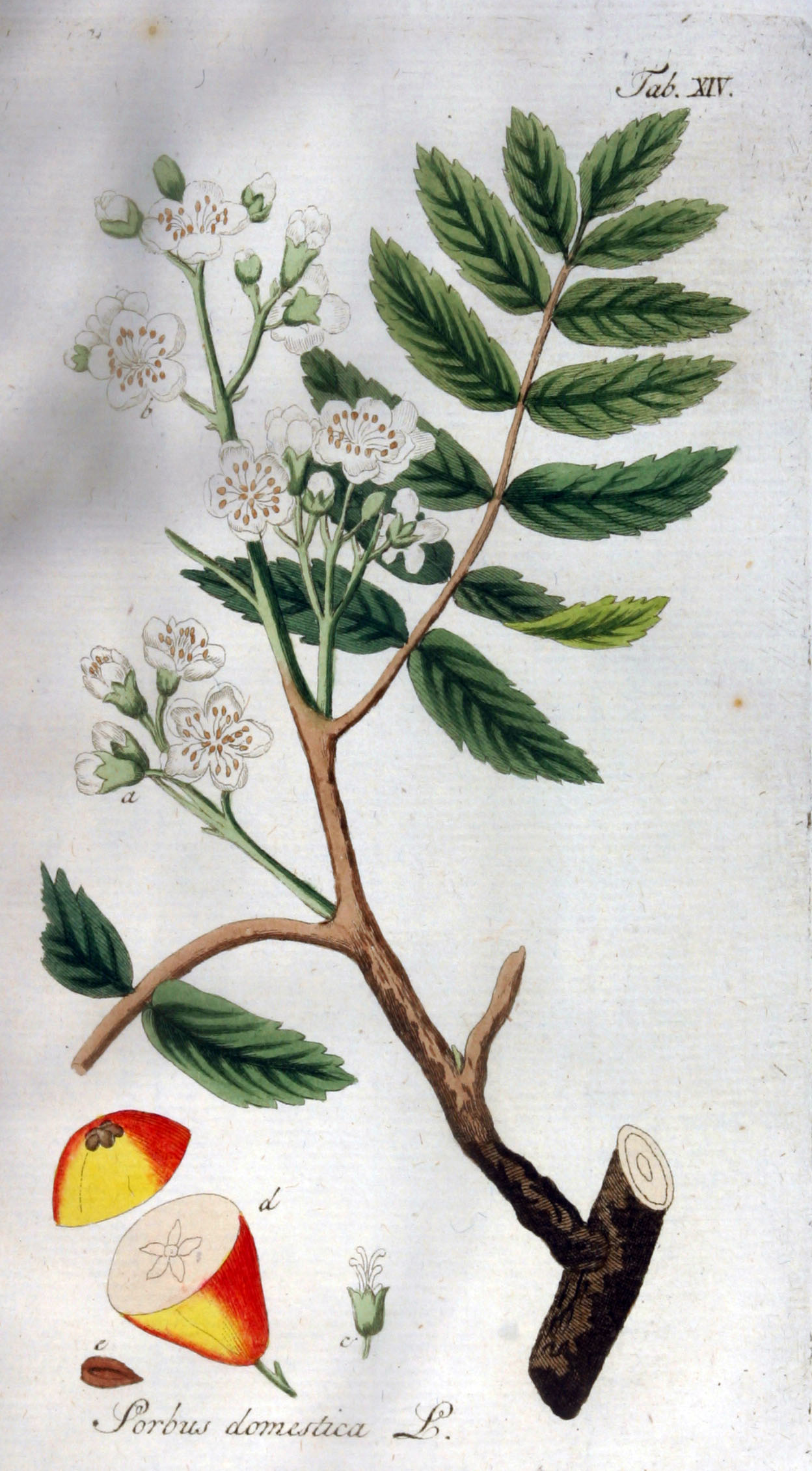
Ilustrace jeřábu oskeruše

Beztrnné, převážně opadavé keře a stromy, občas vícekmenné, s rozložitou korunou. Některé druhy dosahují výšky 25 až 30 metrů, většina druhů je však výrazně nižší. Jeřáb mišpulka, který pochází ze střední Evropy, dorůstá výšky kolem 3 metrů, jeřáb zmenšený (Sorbus reducta) ze západní Číny pak pouhých 1,5 metru, díky četným výběžkům však vytváří husté porosty. 
Listy jsou střídavé, jednoduché nebo lichozpeřené s 9–21 páry lístků, palisty brzy opadávají. Květy jsou pětičetné, pravidelné, oboupohlavné, s 15–25 tyčinkami a spodním či polospodním semeníkem; jejich korunní lístky jsou bílé či bělavé, kalich vytváří nálevkovitou češuli. Uspořádané jsou v květenství – obvykle chocholičnaté latě a mají charakteristický zápach díky obsahu trimetylaminu. Plody jsou bílé, žluté, růžové, oranžové nebo červené malvice různé velikosti i tvaru, nazývané jeřabiny, z nichž některé jsou jedlé i pro člověka.

## Rozšíření a ekologie
Jeřáby mají široký přirozený areál s těžištěm v mírném pásmu severní polokoule. Vyskytují se především v Asii, Evropě a na severu Severní Ameriky. Několik druhů se vyskytuje v severní Africe a na Madeiře, jiné zasahují též na Island a pobřeží Grónska. 67 druhů se vyskytuje v Číně, z toho 43 pouze tam. Pro většinu druhů tohoto rodu je typická jejich přizpůsobivost extrémním lokalitám. Stromy a keře tohoto rodu se vyskytují například na obnažených skalních stěnách, kde zakořeňují ve štěrbinách s malým množstvím půdy. Nároky na půdu jsou nízké a jsou schopny prospívat v půdách chudých na živiny a kyselých půdách. Na půdy bohaté na živiny a humus většina druhů reaguje zvýšeným růstem, mezi vápnostřezné druhy patří Sorbus cracilis či Sorbus poteriifolia, u nichž se na vápnitých půdách objevuje chloróza. Při delším období sucha mnohé druhy opadávají. V horách se jeřáby pravidelně vyskytují až po stromovou hranici, rostou i v kosodřevině či v lesotundře daleko za polárním kruhem.

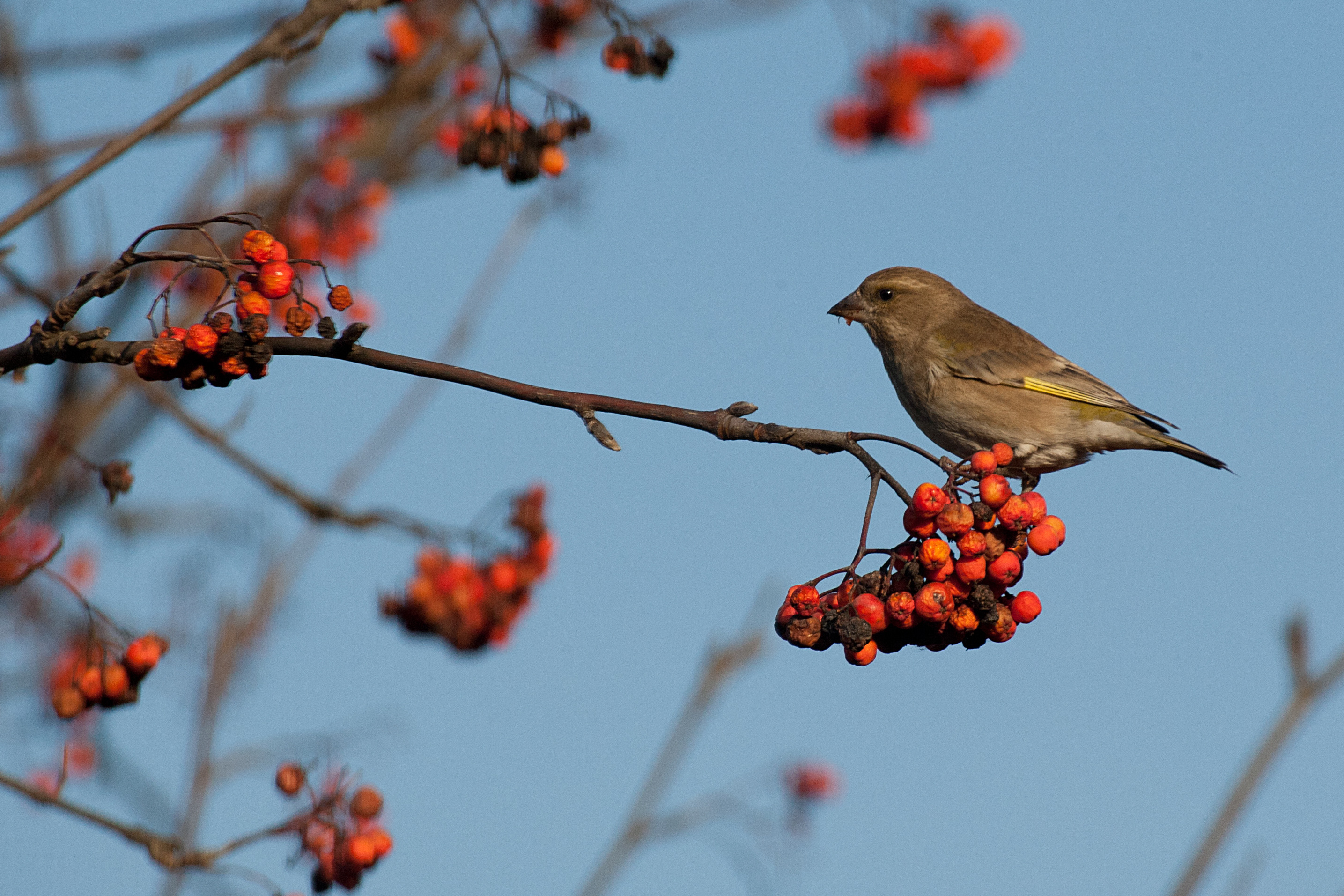
Zvonek zelený konzumující jeřabiny

Čisté jeřábové porosty jsou vzácné. Jsou to obvykle světlomilné pionýrské rostliny, kterým se nejlépe daří na okrajích lesů a na mýtinách, kde je menší konkurence ostatních dřevin. Protože semena jeřábů jsou pravidelně roznášena ptáky, nachází se v lesním podrostu velké množství semenáčků jeřábů. Pokud konkurenční stromy padnou za oběť požáru nebo vichřici, jeřáby vzniklé mezery rychle zaplní. Vzrůstnější druhy rostou i jako příměs světlých lesů, například teplomilných doubrav a dubohabřin.
Květy jeřábů jsou navštěvovány včelami a jiným opylujícím hmyzem, kterému nabízejí velké množství pylu a menší množství nektaru. Plody jsou vyhledávanou potravou ptáků, hlavně drozdovitých (kosi, cvrčaly, kvíčaly), špačkovitých, ale též červenek nebo brkoslavů.

## Systematika

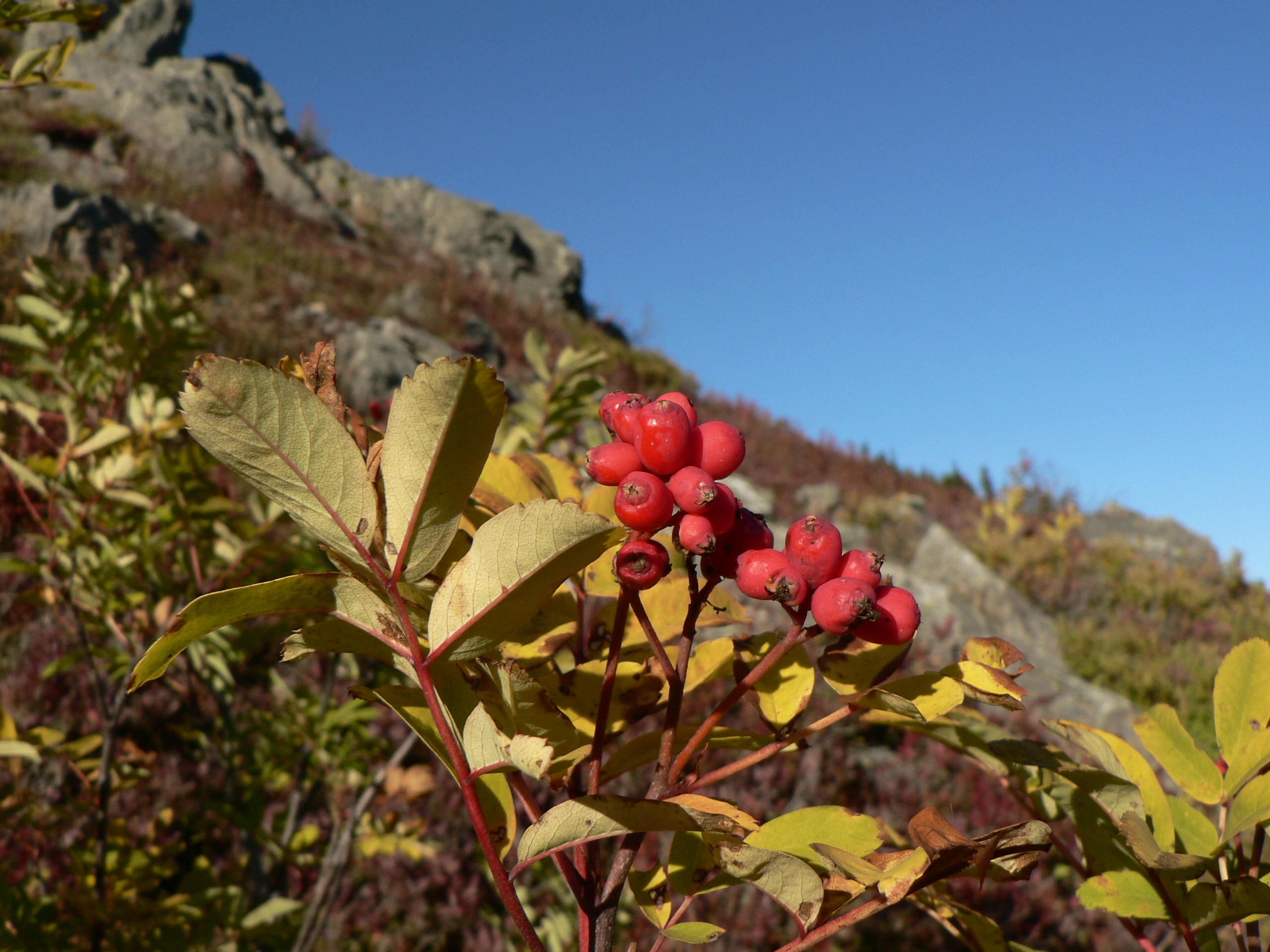
Jeřáb sitka z pacifického západu Severní Ameriky

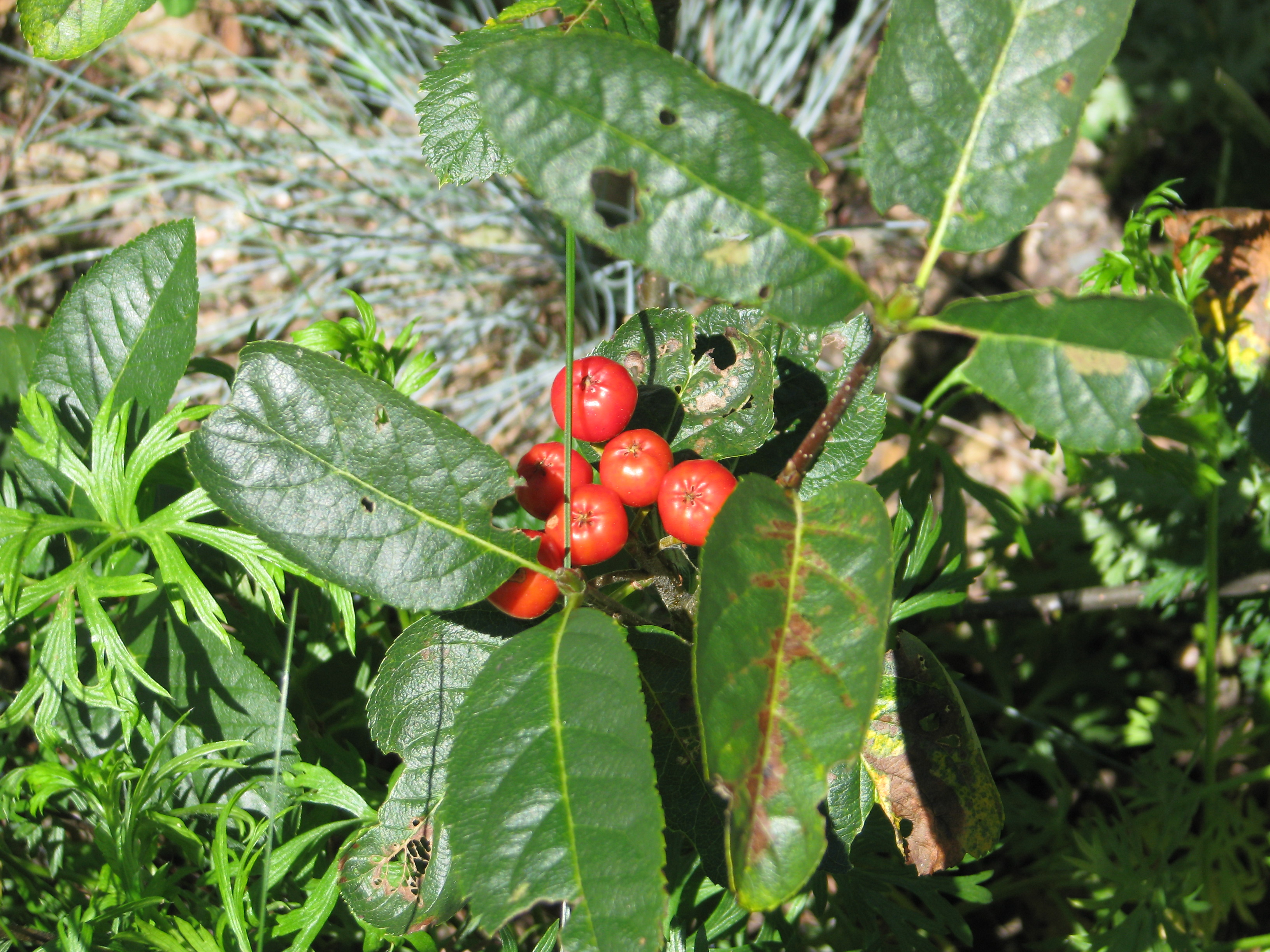
Evropský horský druh jeřáb mišpulka

Rod patří ke kritickým taxonům. Mezi druhy existuje velké množství kříženců, často i napříč vnitrorodovými taxonomickými skupinami. Výsledkem těchto hybridizačních procesů jsou ve většině případů polyploidní druhy (nejčastěji tetraploidi, méně často triplodi) s pouze maloplošným areálem, které se dále rozmnožují apomikticky – nepohlavní tvorbou semen. Potomci vyrostlí z těchto semen jsou geneticky identičtí s mateřským exemplářem rostliny. Jen menší počet druhů je diploidních, které se rozmnožují pohlavně a mohou se též dál křížit. Mnoho jich bylo popsáno hlavně v západní Evropě a Číně. Některé druhy je obtížné přesně systematicky zařadit. 

### Struktura rodu
Rod jeřáb se člení na několik podrodů, v aktuálním pojetí povýšených na samostatné rody.
- Sorbus – 103 druhů, zpeřené listy, rozšířený v chladnějších oblastech Eurasie a Severní Ameriky; např. jeřáb ptačí (Sorbus aucuparia), jeřáb americký (Sorbus americana), jeřáb kašmírský (Sorbus cashmiriana), jeřáb ozdobný (Sorbus decora), jeřáb hupejský (Sorbus hupehensis), jeřáb zmenšený (Sorbus reducta), jeřáb západní (Sorbus occidentalis), jeřáb sitka (Sorbus sitchensis)[3]
- Aria – 57 druhů; jednoduché listy, vespod často bíle plstnaté; rozšířený v teplých částech Evropy a Asie; např. jeřáb muk (Sorbus aria), jeřáb panonský (Sorbus pannonica), jeřáb okoličnatý (Sorbus umbellata) a řada endemických apomiktických druhů (viz níže).[4] Taxonomicky nejobtížnější (pod)rod, nejčastěji se kříží, a to i se zástupci ostatních skupin.[2]
- Micromeles – 11 druhů z východní Asie, např. jeřáb olšový (Sorbus alnifolia)[5]
- Cormus – jediný druh jeřáb oskeruše (Sorbus domestica), rozšířený v severní Africe, západní Asii a teplejších částech Evropy[6]
- Torminalis (resp. podrod Torminaria) – jediný druh jeřáb břek (Sorbus torminalis), rozšířený v teplých částech Evropy až po Kavkaz a v horách severní Afriky[7]
- Chamaemespilus –  jediný druh jeřáb mišpulka, rozšířený v horách jižní a střední Evropy, v postglaciálu též na českém území[8]
- Karpatiosorbus – 85 druhů, Evropa, severní Afrika; např. jeřáb Dominův (Sorbus dominii), jeřáb širolistý (Sorbus latifolia) a množství apomiktických druhů z jeho okruhu, vesměs endemitů (viz níže)
- Hedlundia – 48 druhů, Evropa, přední a centrální Asie; např. jeřáb zvrhlý (Sorbus hybrida) a apomiktické druhy z jeho okruhu (viz níže), jeřáb nejmenší (Sorbus minima)
- Scandosorbus – pouze 2 druhy v severní Evropě, např. jeřáb prostřední (Sorbus intermedia)
- Wilsonaria – pouze 2 druhy v Číně, např. jeřáb velkoplodý (Sorbus megalocarpa)

Krom zmíněných druhů existují i mezirodoví kříženci jeřábu, např. jeřáboplodec (×Sorbaronia), hruškojeřáb (×Sorbopyrus) nebo jeřáboskalník (×Sorbocotoneaster).

## Jeřáby rostoucí v Česku

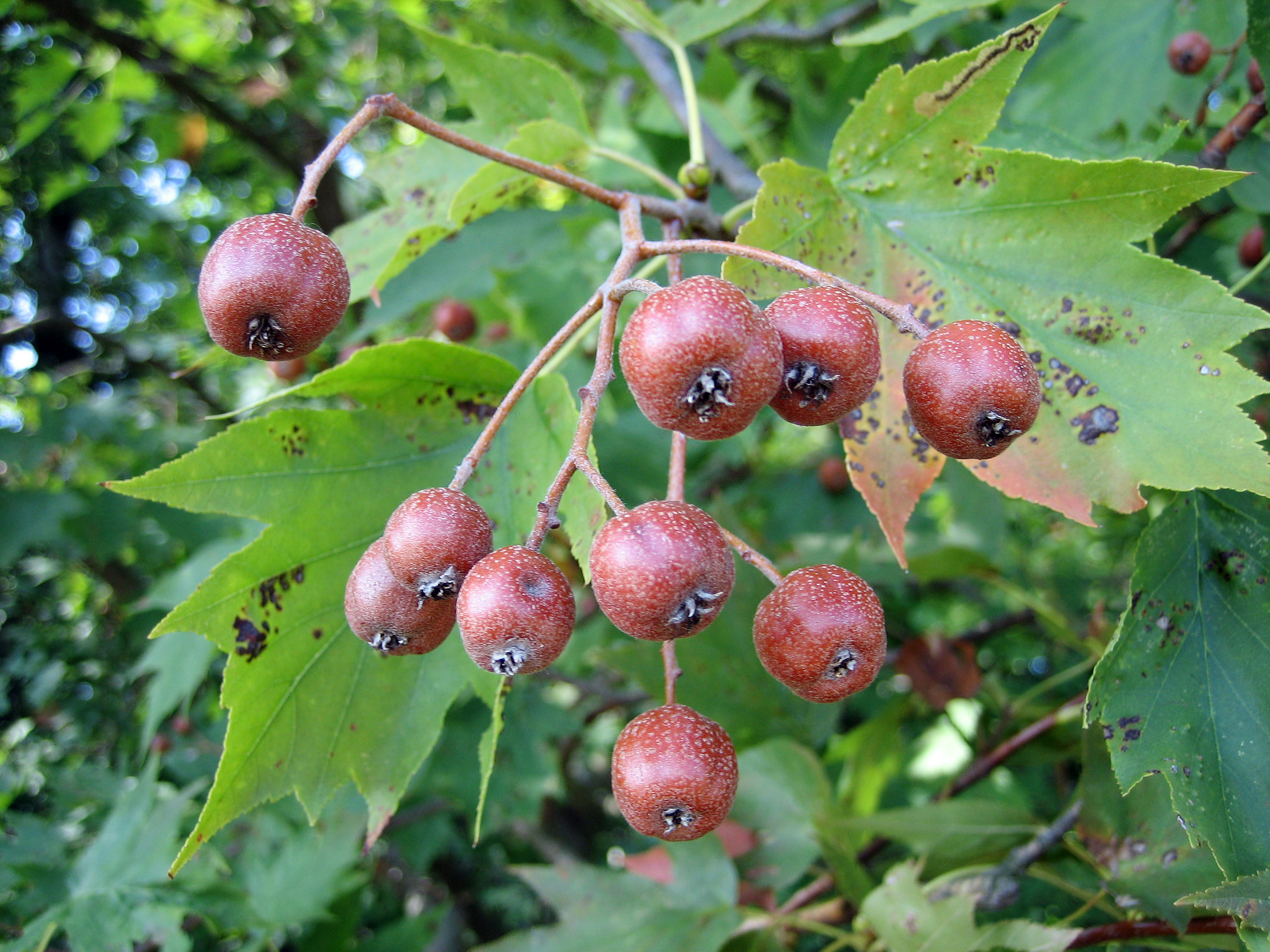
Jeřáb břek

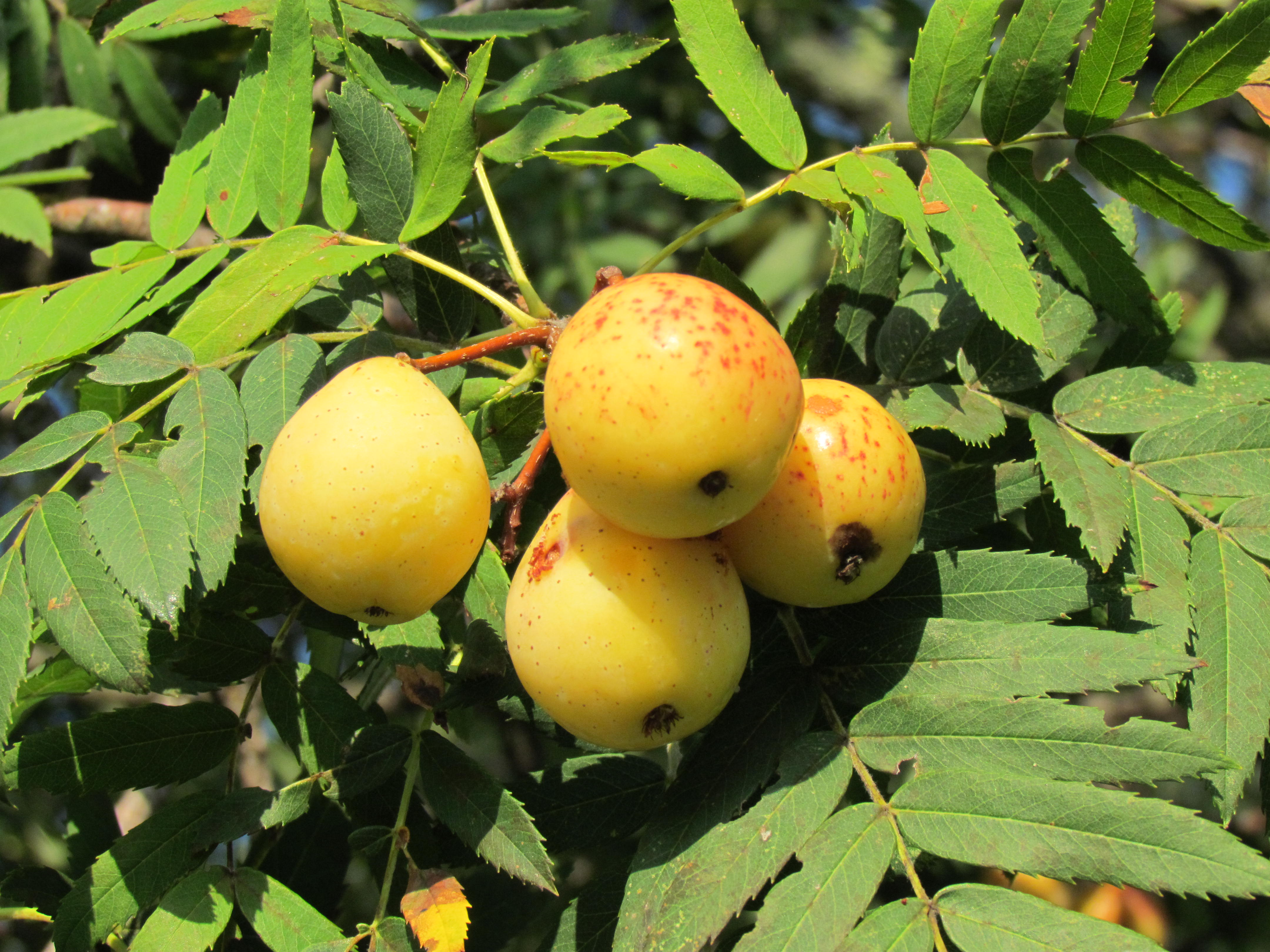
Jeřáb oskeruše

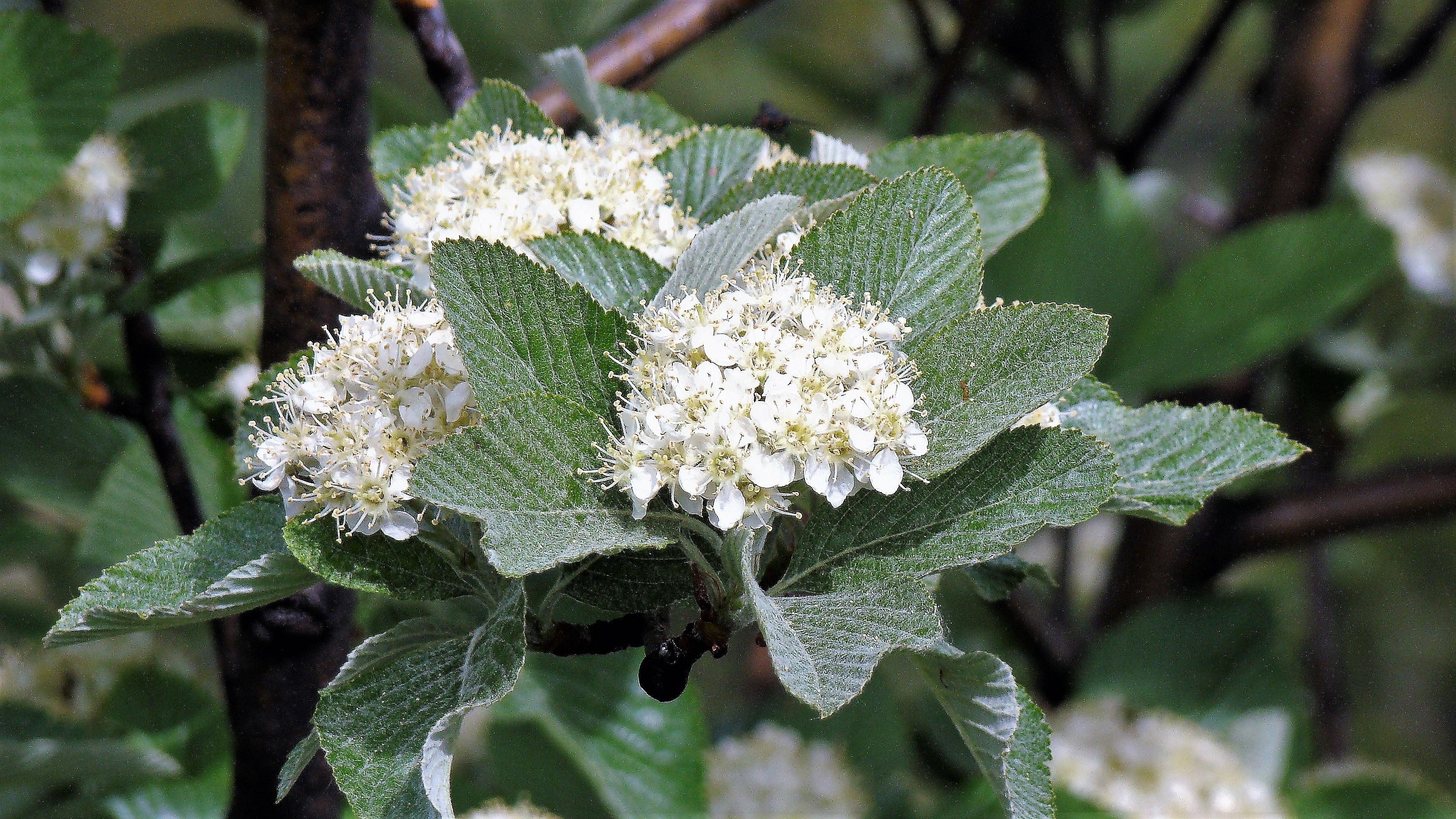
Kvetoucí jeřáb muk

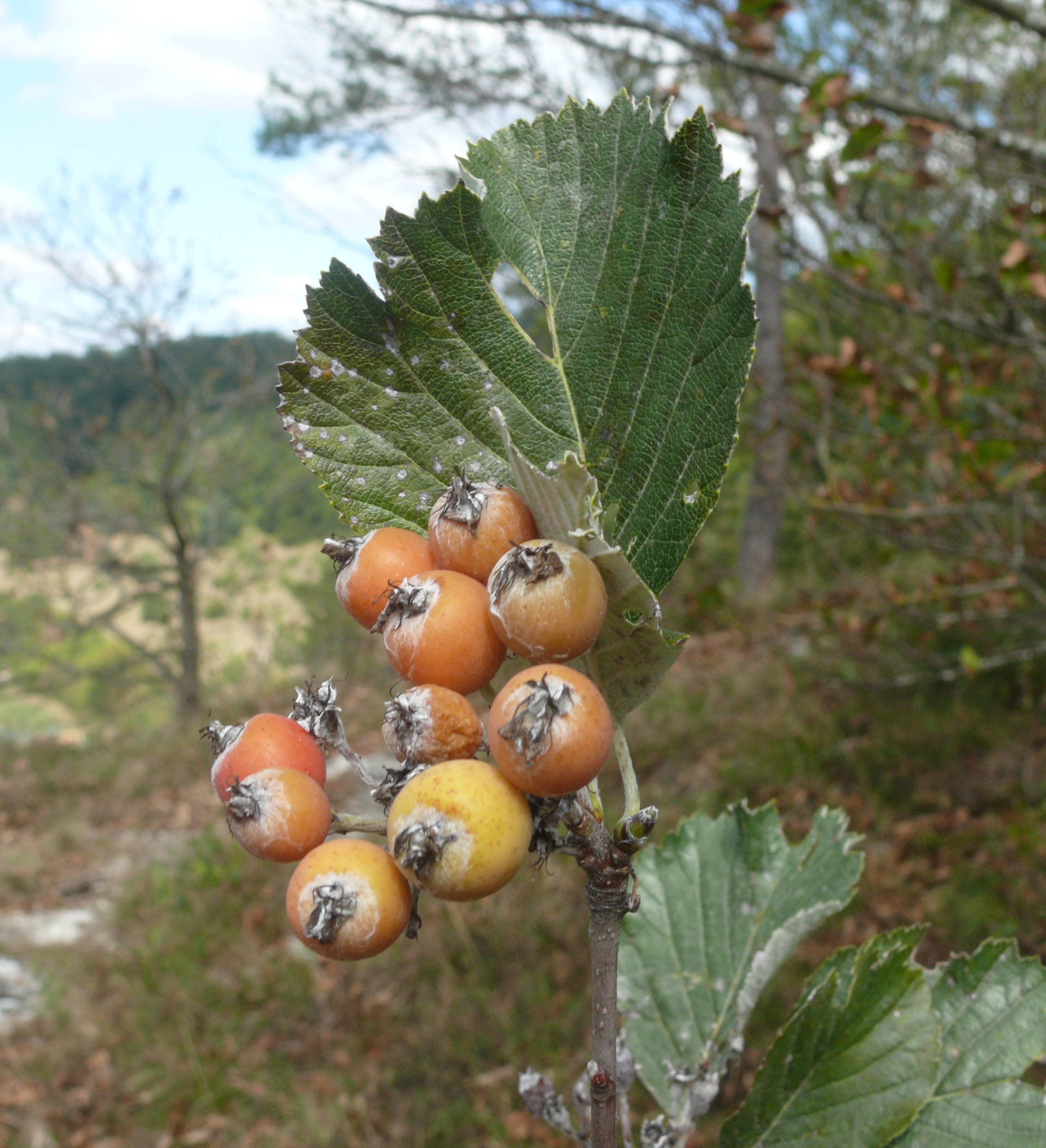
Jeřáb dunajský

Z České republiky je udáváno 39 taxonů jeřábů, z nichž někteří jsou zde nepůvodní a další jsou kříženci. Na většině území je hojný jeřáb ptačí (Sorbus aucuparia), v teplejších oblastech roste jeřáb břek (Sorbus torminalis), bazická skalnatá stanoviště preferuje vzácnější jeřáb muk (Sorbus aria). Pouze v subalpínském stupni a karech Krkonoš najdeme český endemit jeřáb sudetský (Sorbus sudetica). Zdomácnělým archeofytem je jeřáb oskeruše (Sorbus domestica), druhem pravděpodobně zplanělým pak jeřáb prostřední (Sorbus intermedia). Krom toho se zde vyskytuje mnoho apomiktických mikrodruhů jeřábů, rostoucích často na velmi malém území  (často i na jediné lokalitě); některé z nich patří k vzácným endemitům české květeny – takové jsou v seznamu označeny (E).
(Mikro)druhy z okruhu jeřábu muku (Sorbus aria agg.):
- jeřáb dunajský (Sorbus danubialis) – české a moravské termofytikum
- jeřáb chlumní (Sorbus collina) – pouze české termofytikum
- jeřáb kornoutolistý (Sorbus cucculifera) – Podyjí (E)
- jeřáb moravský (Sorbus moravica) – Moravský kras (E)
- jeřáb čertův (Sorbus pontis-satanae) – Suchý žleb v Moravském krasu (E)
- jeřáb podyjský (Sorbus thayensis) – Podyjí (E)

(Mikro)druhy z okruhu jeřábu zvrhlého (Sorbus hybrida agg.):
- jeřáb rakouský (Sorbus austriaca) – v ČR nepůvodní, vzácně zplaňuje
- jeřáb Mougeotův (Sorbus mougeotii) – v ČR nepůvodní, vzácně zplaňuje
- jeřáb bezdězský (Sorbus pauca) – Bezděz a Malý Bezděz (E)

(Mikro)druhy z okruhu jeřábu širokolistého (Sorbus latifolia agg.):
- jeřáb labský (Sorbus albensis) – České středohoří (E)
- jeřáb olšolistý (Sorbus alnifrons) – kaňon řeky Jihlavy na jihozápadní Moravě (E)
- jeřáb barrandienský (Sorbus barrandienica) – Český kras (E)
- jeřáb český (Sorbus bohemica)  – České středohoří (E)
- jeřáb krasový (Sorbus eximia) – Český kras (E)
- jeřáb džbánský (Sorbus gemella) – Džbán (E)
- jeřáb širokolistý (Sorbus latifolia) – v ČR nepůvodní
- jeřáb milský (Sorbus milensis) – pouze vrch Milá v Českém středohoří (E)
- jeřáb opominutý (Sorbus omissa) – Dolní Povltaví (E)
- jeřáb manětínský (Sorbus rhodanthera) – jediná populace na vrchu Chlum u Manětína (E)
- jeřáb soutěskový (Sorbus portae-bohemicae) – pouze soutěska Porta Bohemica (E)

## Význam a využití

### Plody

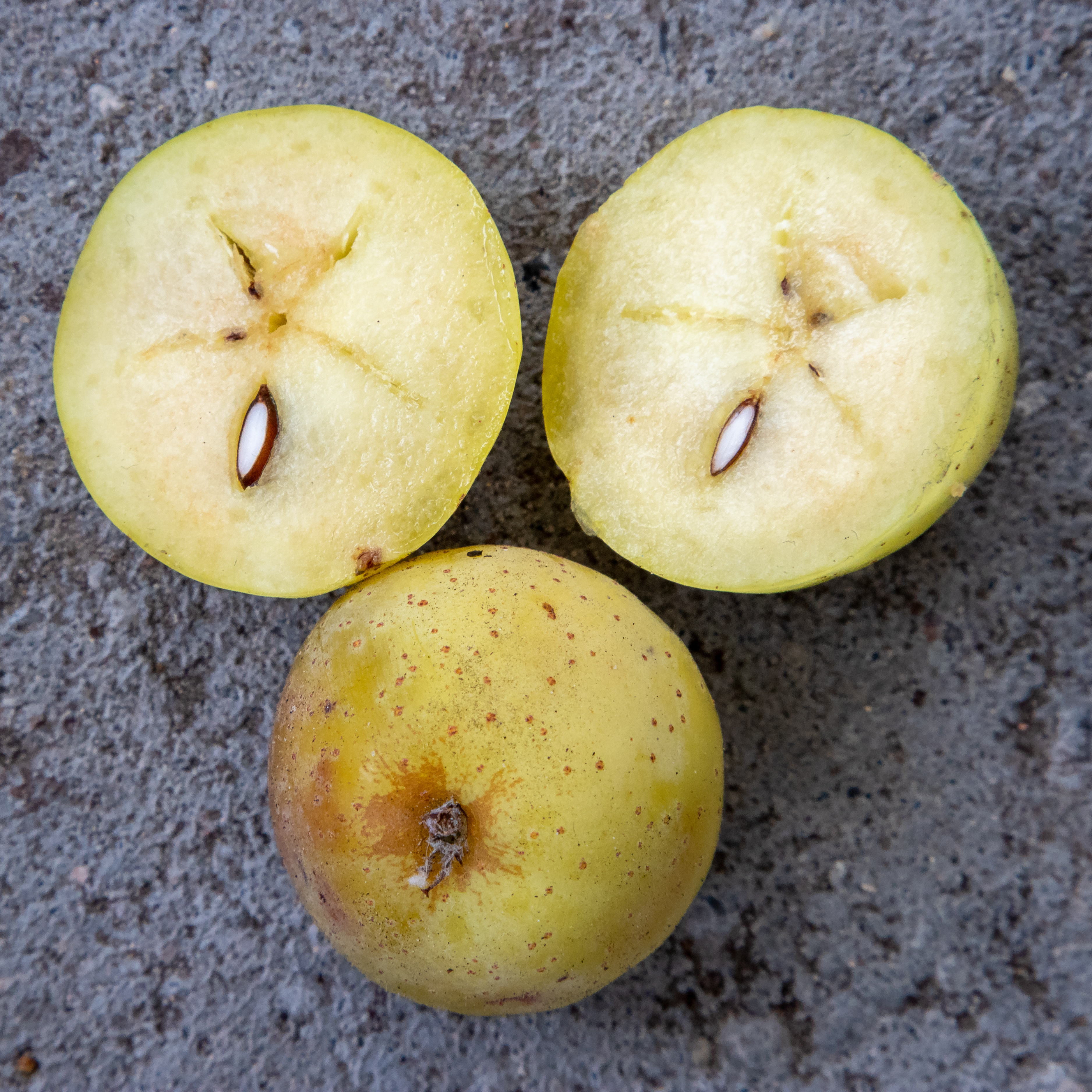
Příčný řez plodem oskeruše

Jeřabiny nemají takový hospodářský význam jako jiné jádroviny. Využívány jsou zejména různé kultivary jeřábu ptačího a oskeruše, a to jak v kuchyni, tak v léčitelství. Plody obsahují kyselinu sorbovou a 0,02 až 0,30 % kyseliny parasorbinové. Po odležení se obvykle vaří na džemy, kompoty nebo želé. Používají se také k výrobě sirupů, šťáv, čaje, vín, likérů a pálenek (např. tradiční jeřabinka, oskerušovice). Lidové léčitelství používá jeřabiny při revmatismu, zácpě a krvácení a odvar z plodů jako kloktadlo při chrapotu.V minulosti se z plodů získával také sorbitol – cukerný alkohol, který se používá jako přísada cukru v diabetických přípravcích. Sušené jeřabiny a jejich plodenství mají též dekorativní využití. 

### Ostatní
Dřevo jeřábů je tvrdé, pevné a houževnaté a je považováno za velmi cenné. Používá se jako dýhové dřevo a v nábytkářském průmyslu, vyrábí se z něho též rukojeti nebo hudební nástroje. V minulosti se z tohoto rozměrově stálého dřeva dělala také pravítka a posuvná měřítka, dřevěné šrouby a kola. Většina druhů však není příliš vzrůstná, což brání většímu průmyslovému využití.
Některé druhy se využívají jako okrasné dřeviny, jsou však náchylné k bakteriální spále růžovitých. Pěstuje se řada kultivarů, např. 'Granátový' (Mičurinův mezirodový kříženec jeřábu ptačího a hlohu sibiřského z roku 1926, s jeřabinami granátové barvy, velikosti malých višní, příjemné sladkokyselé chuti), nebo 'Moravský sladkoplodý', což je chutná odrůda klasických sladkoplodých jeřabin, nenáročná, vhodná i do horských poloh (až 1500 m). Sladkoplodou odrůdou je též 'Titan'.